# The White Queen
The White Queen é uma série de televisão britânica em dez episódios baseada nos romances de Philippa Gregory, The White Queen, The Red Queen e The Kingmaker's Daughter, que fazem parte de uma série de livros conhecida informalmente como The Cousins' War. O primeiro episódio foi ao ar na BBC One em 16 de junho de 2013 no Reino Unido e depois foi transmitido nos Estados Unidos pelo canal Starz em 9 de agosto de 2013.
A série é ambientada no cenário das Guerras das Rosas e apresenta a história das mulheres envolvidas no longo conflito pelo trono da Inglaterra. Começa em 1464; a nação está em guerra há nove anos brigando sobre quem é o legítimo rei, pois dois lados da mesma família, a Casa de York e a Casa de Lancaster, contestam o trono. O enredo conta a história de três mulheres, Elizabeth Woodville, Margaret Beaufort e Anne Neville, que manipulam eventos nos bastidores da história para ganhar poder. Elizabeth Woodville é a protagonista do romance The White Queen (A Rainha Branca) e Margaret Beaufort e Anne Neville são o foco dos romances The Red Queen (A Rainha Vermelha) e The Kingmaker's Daughter (A Filha do Fazedor de Reis); as três personagens aparecem nos três romances que compõem a série de televisão.
O episódio final de The White Queen foi ao ar em 18 de agosto de 2013 e a série foi lançada em DVD e Blu-ray no dia seguinte. Dois dias depois, foi confirmado que The White Queen não seria renovado para uma segunda temporada. Em um comunicado à imprensa, a BBC afirmou que o programa sempre foi planejado como uma série de uma temporada. The White Queen foi indicado para três prêmios Globo de Ouro, quatro Primetime Emmy Awards e um People's Choice Award.

## Elenco e personagens

### Principal
A lista abaixo apresenta os personagens principais creditados no tema de abertura em quantidade de aparições.
- Rebecca Ferguson como Elizabeth Woodville, rainha consorte de Eduardo IV (10 episódios)
- Faye Marsay como Anne Neville, rainha consorte de Ricardo III e conhecida como a "Filha do Fazedor de Reis" (10 episódios)
- Amanda Hale como Margaret Beaufort, mãe de Henrique Tudor e uma bisneta de John, Duque de Lancaster (10 episódios)
- Aneurin Barnard como o Duque de Gloucester, mais tarde Ricardo III da Inglaterra, o terceiro rei da Casa de York (10 episódios)
- Max Irons como Eduardo IV da Inglaterra, o primeiro rei da Casa de York (9 episódios)
- Ben Lamb como Anthony Woodville, 2º Conde Rivers, irmão da rainha Elizabeth Woodville (8 episódios)
- Tom McKay como Jasper Tudor, tio de Henrique Tudor (8 episódios)
- David Oakes como George Plantagenet, Duque de Clarence, irmão de Eduardo IV e Ricardo III (7 episódios)
- Juliet Aubrey como Anne de Beauchamp, Condessa de Warwick, a esposa de Richard Neville e mãe de Isabel e Anne Neville (7 episódios)
- Eleanor Tomlinson como Isabel Neville, Duquesa de Clarence, esposa de George Plantagenet e filha de Richard Neville e Anne de Beauchamp (7 episódios)
- Caroline Goodall como Cecily Neville, Duquesa de York, mãe dos reis Eduardo IV e Ricardo III e de George Plantagenet (6 episódios)
- Janet McTeer como Jacquetta, Baronesa de Rivers, mais tarde Condessa de Rivers, mãe da rainha Elizabeth Woodville (6 episódios)
- Eve Ponsonby como Mary Woodville, irmã da rainha Elizabeth Woodville (6 episódios)
- James Frain como Richard Neville, Duque de Warwick, pai da rainha Anne Neville e apelidado de "O Fazedor de Reis" (5 episódios)
- Michael Maloney como Henry Stafford, o terceiro marido de Margaret Beaufort (5 episódios)
- Rupert Graves como Thomas Stanley, quarto marido de Margaret Beaufort (5 episódios)
- Dean-Charles Chapman como Richard Grey, filho de Elizabeth Woodville com seu primeiro marido John Grey de Groby (4 episódios)
- Ashely Charles como Thomas Grey, filho mais velho de Elizabeth Woodville com seu primeiro marido John Grey de Groby (3 episódios)
- Leo Bill como Reginald Bray, chanceler do Ducado de Lancaster (3 episódios)
- Emily Berrington como Jane Shore, amante de Eduardo IV (3 episódios)
- Michael Marcus como Henrique Tudor, mais tarde Henrique VII da Inglaterra, o filho de Margaret Beaufort e Edmundo Tudor (3 episódios)
- Freya Mavor como a princesa Elizabeth de York, filha da rainha Elizabeth Woodville com o rei Eduardo IV (3 episódios)
- Andrew Grower como George Strange, filho de Lorde Stanley (2 episódios)
- Veerle Baetens como Margaret de Anjou, rainha consorte de Henrique VI da Inglaterra (2 episódios)
- Robert Pugh como Richard Woodville, Barão de Rivers, mais tarde Conde de Rivers, o pai da rainha Elizabeth Woodville (2 episódios)
- Michael Jean como Dr. Lewis (2 episódios)
- Rupert Young como William Herbert, 1º Conde de Pembroke (1 episódio)
- Lizzy McInnerny como Lady Sutcliffe (1 episódio)

### Recorrente
- Elinor Crawley como a princesa Cecily de York, filha da rainha Elizabeth Woodville com o rei Eduardo IV (3 episódios)
- Oscar Kennedy como o jovem Henrique Tudor (3 episódios)
- Sonny Ashbourne Serkis como o Eduardo, Príncipe de Gales, mais tarde Eduardo V da Inglaterra, segundo rei da Casa de York, filho mais velho e herdeiro de Eduardo IV e Elizabeth Woodville (2 episódios)
- Joey Batey como Eduardo Lancaster, Príncipe de Gales, filho de Henrique VI e Margaret de Anjou, primeiro marido de Anne Neville (2 episódios)
- Otto Farrant como o jovem Thomas Gray (2 episódios)
- Rudi Goodman como o jovem Richard Grey (2 episódios)
- Arthur Darvill como O Duque de Buckingham (2 episódios)
- Hugh Mitchell como Richard Welles, meio-irmão de Margaret Beaufort (2 episódios)
- David Shelley como Henrique VI da Inglaterra, o terceiro rei da Casa de Lancaster (2 episódios)
- Andreas Perschewski como Luís XI da França (1 episódio)

## Episódios
| N.º | Título                                                  | Dirigido por | Escrito por      | Exibição original    | Audiência (milhões) |
| --- | ------------------------------------------------------- | ------------ | ---------------- | -------------------- | ------------------- |
| 1 | "In Love With the King" "Apaixonada pelo Rei" (BR)      | James Kent   | Emma Frost       | 16 de junho de 2013  | 5.33                |
| 1464: Tendo ficado viúva e perdido o acesso à propriedade de seu marido Lancaster na Guerra das Rosas, Elizabeth Woodville é encorajada por sua mãe Jacquetta a se colocar no caminho do novo rei yorkista, Eduardo IV, e apelar diretamente a ele. Eduardo, já com uma reputação de mulherengo, é atraído instantaneamente pela beleza de Elizabeth, e combina de vê-la novamente. Quando Elizabeth rejeita seus avanços sexuais, ele concorda em se casar com ela em particular e mais tarde a torna rainha da Inglaterra. No entanto, o casamento não vai bem com a corte, especialmente com a mãe de Eduardo, a duquesa Cecily, e seu conselheiro mais confiável, o conde de Warwick. |                                                         |              |                  |                      |                     |
| 2 | "The Price of Power" "O Preço do Poder" (BR)            | James Kent   | Emma Frost       | 23 de junho de 2013  | 5.70                |
| 26 de maio de 1465 - 1469: Uma coroação extravagante é planejada em uma tentativa de silenciar os críticos do casamento entre Elizabeth e o rei. Warwick se recusa a permitir que suas filhas se tornem suas damas de companhia. Margaret Beaufort, cujo filho Henrique Tudor tem direito ao trono, fica do lado de Warwick e do irmão de Eduardo, George, duque de Clarence, na esperança de que seu filho seja devolvido a ela. Enquanto isso, Warwick usa sua filha mais velha Isabel na tentativa de unificar os Nevilles e os Yorks, casando-a com o duque de Clarence, herdeiro presuntivo do rei Eduardo. |                                                         |              |                  |                      |                     |
| 3 | "The Storm" "A Tempestade" (BR)                         | James Kent   | Emma Frost       | 30 de junho de 2013  | 5.32                |
| 1469 - 17 de abril de 1470: Depois que uma rebelião de Warwick resulta na morte do pai e do irmão de Elizabeth, mas não consegue colocar George, Duque de Clarence, no trono, uma paz inquieta é concluída entre Warwick e Eduardo. Dura apenas um curto período de tempo antes que eles se rebelem novamente e sejam forçados a fugir para a França. Seus apoiadores na Inglaterra, incluindo a lancastriana Margaret Beaufort, são deixados para enfrentar as consequências. Buscando vingança pela morte de seu pai e irmão, Elizabeth e sua mãe Jacquetta se voltam para o ocultismo, com consequências devastadoras para Isabel Neville, que perde seu bebê a caminho da França. |                                                         |              |                  |                      |                     |
| 4 | "The Bad Queen" "A Rainha Má" (BR)                      | Jaime Payne  | Lisa McGee       | 7 de julho de 2013   | 5.00                |
| 1470: Warwick o Fazedor de Reis vai em desespero para Margaret de Anjou, a rainha lancastriana, como sua única opção para impedir que sua família perca tudo. Sua filha mais nova, Anne, é casada com o herdeiro do trono Lancaster, o cruel e mimado Eduardo, Príncipe de Gales. Em Londres, Eduardo e Elizabeth ficam preocupados com a notícia dessa nova aliança e ficam surpresos quando Warwick lidera um ataque a Londres. Warwick, agora no controle do país, tem Jacquetta sob julgamento por feitiçaria, mas falha depois que ela apela para que sua amiga Margaret de Anjou faça um depoimento a seu favor. Buscando refúgio na Abadia de Westminster com seus filhos, Elizabeth é acompanhada por sua mãe e dá à luz um menino. |                                                         |              |                  |                      |                     |
| 5 | "War at First Hand" "A Guerra na Própria Pele" (BR)     | Jaime Payne  | Malcolm Campbell | 14 de julho de 2013  | 4.56                |
| Outubro de 1470 – maio de 1471: O demente lancastriano Henrique VI é restaurado ao trono, e Margaret Beaufort traz seu filho para receber sua bênção. Margaret de Anjou navega para a Inglaterra com sua nova nora Anne Neville. A notícia de que Eduardo IV está voltando com um exército perturba a corte. Enquanto Warwick e os lancastrianos levantam um exército para enfrentar Eduardo, Elizabeth novamente se volta para forças sobrenaturais. Margaret Beaufort fica horrorizada quando seu marido decide lutar por York; ele é gravemente ferido em batalha. O governo de Eduardo é assegurado por suas vitórias em Barnet e Tewkesbury (durante as quais Warwick e o príncipe lancastriano Eduardo são mortos) e a captura de Margaret de Anjou. Anne, de luto por seu pai, quase é agredida por tropas Yorkistas, mas é resgatada por Ricardo. Elizabeth se alegra com o retorno do marido, mas fica consternada quando ele e seus irmãos assassinam Henrique VI para remover toda a oposição Lancaster. |                                                         |              |                  |                      |                     |
| 6 | "Love and Marriage" "Amor e Morte" (BR)                 | Jaime Payne  | Nicole Taylor    | 21 de julho de 2013  | 4.59                |
| 1471 – 1472: Embora Warwick, Henrique VI e Eduardo de Lancaster estejam todos mortos, a corte está instável. Elizabeth está preocupada com a atração de Eduardo IV por sua nova amante, Jane Shore. Ela está devastada com a morte de um bebê logo após o nascimento, coincidindo com a morte de sua mãe Jacquetta; sua angústia faz com que Eduardo reafirme seu amor por ela. Enquanto isso, George tenta controlar a viúva Anne Neville e obter acesso exclusivo à herança de Neville, trancando-a e ameaçando-a com um convento. Isabel fica do lado de George; seu único amigo é o irmão mais novo do rei, Ricardo, que eventualmente arrebata Anne das mãos do Duque de Clarence e se casa com ela. Margaret Beaufort tenta aumentar seu poder casando-se novamente com um dos conselheiros mais próximos do rei Eduardo, Thomas Stanley. |                                                         |              |                  |                      |                     |
| 7 | "Poison and Malmsey Wine" "Veneno e Vinho" (BR)         | Colin Teague | Emma Frost       | 28 de julho de 2013  | 4.58                |
| 17 de agosto de 1473 – 18 de fevereiro de 1478: A breve paz é quebrada quando Eduardo IV faz guerra à França, mas George e Ricardo ficam horrorizados quando ele faz a paz em troca de ganhos financeiros. Tanto Elizabeth quanto Anne dão à luz seus filhos. As frustrações de George o levam a lidar com o rei francês. Quando sua esposa Isabel morre, depois de dar à luz o filho que ele tanto desejava, ele acusa Elizabeth de causar sua morte por envenenamento e emprega um feiticeiro para tramar a morte do rei. Eduardo IV declara seu irmão um traidor e o condena à morte. A duquesa Cecily, que favorece George acima de seus outros filhos, implora a Eduardo e culpa Elizabeth. George escolhe um afogamento em uma grande banheira de vinho Malmsey como seu método de execução. |                                                         |              |                  |                      |                     |
| 9 | "The Princes in the Tower" "Os Príncipes na Torre" (BR) | Colin Teague | Emma Frost       | 11 de agosto de 2013 | 4.16                |
| Julho de 1483: Stanley aconselha Margaret a garantir que os dois jovens príncipes não sobrevivam; tendo buscado sem sucesso um sinal de Deus, ela instrui seus homens a matar os meninos. Anne Neville, agora rainha, sugere a Brackenbury que ela também os preferiria mortos. A tentativa de "resgate" falha. O Duques de Buckingham é persuadido a prestar lealdade a Henrique Tudor e implica que ele realizará o assassinato. Os dois meninos na torre (o Príncipe de Gales e o impostor plantado por Elizabeth) estão desaparecidos, presumivelmente mortos, e o rei Ricardo III retorna a Londres para procurá-los; Anne sente remorso, perguntando-se se ela é responsável. Depois que Ricardo visita Elizabeth no santuário e garante que ele não participou da morte de seus filhos, ela percebe que Margaret a enganou e amaldiçoa o assassino dos meninos. Buckingham, incapaz de unir forças com Jasper Tudor, é capturado e executado, e Margaret é colocada em prisão domiciliar por Stanley por seu papel na rebelião fracassada. |                                                         |              |                  |                      |                     |
| 10 | "The Final Battle" "A Batalha Final" (BR)               | Colin Teague | Emma Frost       | 18 de agosto de 2013 | 4.41                |
| 1483 – 22 de agosto de 1485: O rei Ricardo III, confiante em seu reinado, começa a se interessar por sua sobrinha Elizabeth de York. Sua esposa Anne está com ciúmes, mas Ricardo afirma que ele está apenas tentando impedir a aliança de casamento de Elizabeth com Henrique Tudor. Elizabeth avisa a filha da maldição que lançaram sobre o assassino do príncipe Eduardo (que seus filhos e netos seriam mortos prematuramente). Após a morte de seu único filho, Anne, amargurada e aflita, morre. Arrependido, Ricardo dispensa Elizabeth. Margaret Beaufort ainda está em prisão domiciliar, e há atritos entre ela e a jovem Elizabeth de York, que foi enviada para ficar com ela; Elizabeth acredita que se tornará rainha, independentemente de quem vencer a batalha. Enquanto Henrique Tudor se prepara para cruzar o Canal, ocorre um eclipse solar; Margaret vê isso como uma mensagem de Deus de que Henrique será rei. Ela desafia seu confinamento para cavalgar até Bosworth, onde implora a Stanley que lute contra o rei, mas ele se recusa a se comprometer porque Richard tem seu filho como refém. Margaret vê Jasper e consegue falar com Henrique antes da batalha. As coisas não vão bem para os Tudor em menor número até os homens de Stanley atacarem as forças do rei. Ricardo é morto. Enquanto Stanley se ajoelha para oferecer a coroa a Henrique, Margaret se declara "Margaret Regina", ordenando que seu marido permaneça ajoelhado. Elizabeth é visitada por seu filho desaparecido, Ricardo, disfarçado de "Perkin", e o avisa para não se vingar. Ela pede à filha que se case com o rei Tudor e se torne rainha, assim como ela mesma já foi. |                                                         |              |                  |                      |                     |

## Produção
O orçamento para a série foi de £ 25 milhões e levou 120 dias para filmar, consistindo em 250 cenários, incluindo: masmorras, palácios, castelos, 12 banquetes de estado e pelo menos duas coroações.
As filmagens começaram em setembro de 2012 e duraram até março de 2013. Duas versões foram feitas, uma para a BBC e uma versão mais sexualmente explícita para os EUA.
Uma série de documentários em duas partes, The Real White Queen and Her Rivals, apresentada por Philippa Gregory, foi feita para acompanhar a série. Foi transmitido pela BBC Two em 17 e 24 de julho de 2013.
The White Queen foi filmada em locações na Bélgica, onde vários pontos de referência em Bruges e Ghent representam locações em Londres e em outros lugares.

## Recepção
No Metacritic a série tem uma pontuação de 70 com base em comentários de 14 críticos.
No Reino Unido, a recepção crítica foi descrita como “misto na melhor das hipóteses” e 'principalmente mordaz'. Sam Wollaston, do The Guardian, elogiou os personagens, sugerindo que Janet McTeer (Jacquetta) roubou a cena.  Ele também elogiou os elementos românticos, comentando "Mmmm, fumegante". Gerard O'Donovan do The Daily Telegraph elogiou o elenco dos personagens coadjuvantes e a excitante "luxúria e vingança" alimentando o drama, mas se opôs ao retrato embelezado da Inglaterra do século XV. Tom Sutcliffe, do The Independent, achou "menos historicamente plausível do que Game of Thrones", mas concluiu dizendo que a série "dará prazer inocente a muitos".  Barbara Ellen no The Observer, comparou o programa a "um estranho anúncio de Timotei, com fornicação, gritos, cavalos, armaduras", enquanto comentava que as cenas de sexo, atenuadas na versão britânica, "eram tão baunilha que acabei imaginando um sorvete".
Revendo o episódio final para o The Daily Telegraph, Bernadette McNulty afirmou que a série "caiu entre dois bancos - não sério o suficiente para os estudiosos nem chamativo o suficiente para os fãs de Game of Thrones". As classificações foram, no entanto, boas. O primeiro episódio recebeu 6 milhões de espectadores, estabilizando em torno da marca de 4 a 4,5 milhões do segundo episódio, embora ocasionalmente tenha caído abaixo disso nos primeiros números de transmissão.

## Sequências

### The White Princess
Em outubro de 2013, o The Telegraph informou que a Starz planejava desenvolver uma minissérie chamada The White Princess, baseada no romance de mesmo nome de Gregory, em 2013. Gregory confirmou que o projeto estava em andamento em agosto de 2015. Em 7 de fevereiro de 2016, Gregory anunciou no Facebook que a sequencia foi oficialmente confirmado para estar em produção, com os roteiros sendo escritos. A produção da minissérie de oito episódios começou em junho de 2016. Foi ao ar semanalmente no Starz de 6 de abril a 4 de junho de 2017.

### The Spanish Princess
Em 15 de março de 2018, a Starz anunciou que criaria uma continuação de The White Queen e The White Princess para ser intitulada The Spanish Princess, que seria baseada nos romances de Gregory, The Constant Princess (A Princesa Constante) e The King's Curse (A Maldição do Rei) com foco em Catarina de Aragão. A série estreou em 5 de maio de 2019.